# John Taylor (pianista)
John Taylor (Manchester, 25 settembre 1942 – Angers, 17 luglio 2015) è stato un pianista e compositore britannico.
Ha suonato occasionalmente musica per organo e il sintetizzatore. È uno dei pianisti jazz e compositori più celebrati in Europa..

## Biografia
John Taylor conquistò l'attenzione degli appassionati di jazz nel 1969 quando affiancò i sassofonisti Alan Skidmore e John Surman. In seguito collaborò con Surman nel gruppo Morning Glory e negli anni 1980 nel quartetto Miroslav Vitous. Agli inizi degli anni 1970 fu l'accompagnatore della cantante Cleo Laine e iniziò a comporre per il suo sestetto. Taylor ha anche lavorato con molti artisti ospiti al club di Ronnie Scott, divenendo in seguito membro del Ronnie's quintet.
Nel 1977 Taylor costituì il trio Azimuth, con Norma Winstone e Kenny Wheeler. In alcune registrazioni del gruppo Taylor ha suonato il sintetizzatore e l'organo. Richard Williams definì il gruppo come "...uno dei gruppi più creativi e in delicato equilibrio tra i gruppi contemporanei di chamber-jazz". Il gruppo ha effettuato numerose registrazioni per la ECM Records e si è esibito in Europa, negli USA e in Canada. Gli anni ottanta hanno visto Taylor lavorare con gruppi guidati da Jan Garbarek, Enrico Rava, Gil Evans, Lee Konitz e Charlie Mariano ed esibirsi in duo con Tony Coe e Steve Arguelles. Tra i progetti di composizione, una commessa per il coro inglese Cantamus Girls Choir con Lee Konitz e Steve Arguelles e brani per l'Hannover Radio Orchestra con Stan Sulzmann.
Dal 2006 Taylor è nel Kenny Wheeler's quartet e in ensemble più grandi. Si esibisce in duo e in quartetti insieme a John Surman – la loro registrazione di ‘Ambleside Days’ è stata acclamata dalla critica. Nel 1996 John suonò l'organo per il lavoro corale di Surman 'Proverbs and Songs' da Salisbury Cathedral, successivamente pubblicato dall'etichetta ECM Records. Negli anni novanta ha realizzato diverse registrazioni per la ECM con il trio di Peter Erskine con Palle Danielsson al basso. Nel 2000 Taylor ha avviato una nuova collaborazione con Azimuth e lo Smith Quartet per il Weimer Festival. Nello stesso anno ha registrato 'Verso' con Maria Pia De Vito e Ralph Towner.
Taylor ha celebrato il suo 60.mo compleanno nel 2002 con un Contemporary Music Network Tour nel quale ha presentato il suo nuovo trio con il batterista Joey Baron e Marc Johnson al basso. Il tour ha anche presentato la Creative Jazz Orchestra che ha eseguito la composizione  'The Green Man Suite' di Taylor. Questa suite ha dato a Taylor il premio BBC Jazz Award come 'Migliore nuova opera' nel 2002. La registrazione in trio con Johnson and Baron è uscita all'inizio del 2003 e a settembre dello stesso anno ha pubblicato il suo CD solo Insight su Sketch. The Guardian ha scritto: "questo è uno dei più grandi esecutori del jazz contemporaneo al lavoro... una stupenda esecuzione in solo di una star eccezionalmente umile".
Nel 2004 Taylor ha registrato 'Where do we go from Here?' in duo con Kenny Wheeler e 'Nightfall'con il bassista Charlie Haden. Successivamente, si sono esibiti al Montreal International Jazz Festival. Sempre in quell'anno Taylor ha formato un nuovo trio con Palle Danielsson e Martin France. Si sono esibiti al Vancouver Festival e hanno registrato Angel of the Presence per CAM Jazz. Questa registrazione è stata emessa nel gennaio 2006 in coincidenza con il loro tour in Inghilterra ed è stato favorevolmente accolto dalla critica.
Il 17 luglio 2015 il pianista ha avuto un attacco cardiaco al Jazz Festival di Saveurs in Francia, mentre suonava nella band di Stephane Kerecki. Rianimato sul palco, è deceduto poco dopo all'ospedale di Angers.

## Stile pianistico
La cifra stilistica di John Taylor affonda nella tradizione jazzistica ma è anche influenzata considerevolmente dalla musica classica; il suo approccio è caratterizzato da una ricca e sofisticata sensibilità ritmica e armonica. Sul piano ritmico fa uso frequente di metri dispari e di pattern batteristici applicati alla tastiera. Armonicamente ha sviluppato ed esteso significativamente il vocabolario di musicisti del calibro di Bill Evans e Gil Evans.

## Insegnamento
Taylor è stato professore di Piano Jazz al Collegio di musica di Colonia dal 1993, e divenne Assistente alla Università di York nel 2005. È tutor e insegnante di musicisti jazz non diplomati e ricopre incarichi di importanza vitale nel nuovo percorso di Master jazz e nella ricerca sull'esecuzione, l'arrangiamento e la composizione di musica jazz.

## Vita privata
John Taylor è stato sposato con la vocalista jazz Norma Winstone. Il loro figlio, Leo Taylor, è un batterista.

## Discografia
John Taylor ha pubblicato oltre 80 LP e CD, molti per l'etichetta ECM.

### Pubblicazioni da leader o co-leader
- Pause, and Think Again (1971)
- Decipher (1973)
- Blue Glass (live) (1991)
- Ambleside Days (1992)
- Solo (1992)
- Overnight (2002)
- Rosslyn (2003)
- Insight (2003)
- Where Do We Go from Here? (CAM Jazz, 2004) con Kenny Wheeler
- Songs and Variations (2005)
- Angel of the Presence (2006)
- Whirlpool (2007)
- Phases (2009)
- Requiem for a Dreamer (2011)
- Giulia's Thursdays (2012)
- In Two Minds (2014)

Con Azimuth
- Azimuth (ECM, 1977)
- The Touchstone (ECM, 1978)
- Départ (with Ralph Towner) (ECM, 1979)
- Azimuth '85 (ECM, 1985)
- How It Was Then... Never Again (ECM, 1994)

### Pubblicazioni come sideman
Con Arild Andersen
- A Molde Concert (ECM, 1981)

Con Neil Ardley, Ian Carr, Mike Gibbs e Stan Tracey
- Will Power - A Shakespeare Birthday Celebration In Music (Argo, 1975)

Con Julian Argüelles
- Phaedrus (1991)

Con Harry Beckett
- Flare Up (Philips, 1970)
- Warm Smiles (RCA Victor, 1971)
- Themes For Fega (RCA Victor, 1972)

Con Ian Carr
- Sounds and Sweet Airs (That Giveth Delight & Hurt Not) (Celestial Harmonies, 1993)

Con Graham Collier
- Songs for My Father (Fontana, 1970)

Con John Dankworth
- Full Circle (Philips, 1972)

Con Peter Erskine e Palle Danielsson
- You Never Know (ECM, 1992)
- Time Being (ECM, 1993)
- As It Is (ECM, 1994)
- Juni (ECM, 1999)

Con Mark Feldman
- What Exit (ECM, 2006)

Con Jan Garbarek
- Places (ECM, 1977)
- Photo with Blue Sky, White Cloud, Wires, Windows and a Red Roof (ECM, 1978)

Con Mike Gibbs
- Tanglewood 63 (Deram, 1971)
- Just Ahead (Polydor, 1972)

Con Charlie Haden
- Nightfall (2004)

Con Marilyn Mazur, Josefine Cronholm & Anders Jormin
- Celestial Circle (ECM, 2011)

Con Ronnie Scott
- Serious Gold (Pye, 1977)

Con Alan Skidmore
- Once Upon A Time (Deram, 1969)
- TCB (Philips, 1970)

Con Alan Skidmore, John Surman e Tony Oxley
- Jazz in Britain '68-'69 (Decca Eclipse, 1972)

Con Pierluigi Balducci, Paul McCandless & Michele Rabbia
- Blue from Heaven (Dodicilune, 2013)
- Evansiana (Dodicilune, 2017)

Con Soft Machine
- Land Of Cockayne (EMI, 1981)

Con Tommy Smith
- Evolution (Spartacus Records, 2003)

Con John Surman
- How Many Clouds Can You See? (Deram, 1970)
- Tales of the Alonquin with John Warren (Deram, 1971)
- Morning Glory (Island, 1973)
- Stranger Than Fiction (ECM, 1993)
- Proverbs and Songs (ECM, 1996)

Con Steve Swallow
- Parlance (Instant Present, 1995)
- With David Sylvian
- Gone to earth (Virgin, 1986) - With Robert Fripp, Mel Collins, Richard Barbieri.

Con Miroslav Vitous
- Journey's End (ECM, 1982)

Con Eric Vloeimans
- Bitches and Fairy Tales (Challenge, 1998)

Con Riccardo Chiarion, Julian Siegel, Diana Torto, Alessandro Turchet e Luca Colussi
- Waves (Caligola Records, 2015)

Con Kenny Wheeler
- Song for Someone (Incus, 1973)
- Double, Double You (ECM, 1984)
- Flutter By, Butterfly (Soul Note, 1987)
- Music for Large and Small Ensembles (ECM, 1990)
- The Widow in the Window (ECM, 1990)
- Kayak (1992)
- All the More (Soul Note, 1993 [1997])
- A Long Time Ago (ECM, 1999)
- Moon (Egea Records 2001)
- Where Do We Go from Here? (CAM Jazz, 2005)
- What Now? (CAM Jazz, 2005)
- New Old Age (Egea Records 2005)

Con Norma Winstone
- Edge of Time (Argo, 1972)
- Somewhere called home (ECM, 1986)